# 高貫
高貫（1466年—1516年），字曾唯，號恕斋，直隸常州府江陰縣人，明朝政治人物。

## 生平
弘治八年乙卯科應天府鄉試第一百十一名舉人，弘治十二年（1499年）己未科會試第一百十一名，二甲三十六名進士。给假省亲。十四年授工部都水司主事，十八年改刑部廣東司主事，正德元年（1506年）录囚江北，进署员外郎。三年（1508年）十二月降调山西辽州知州，劉瑾诛杀後，遷户部广西司员外郎，六年累升戶部浙江司署郎中，七年正月升浙江按察司副使，分巡衢嚴。十一年入觐京师，回去时半道得病，六月一日至丹阳而卒。

## 家族
曾祖高儒。祖高逸。父高相，號希庵。母邵氏。慈侍下。兄賜、寶、高宾（進士、知县）。弟高贽（贡士）。